# Mont Mills
Pour les articles homonymes, voir Mills.
Le mont Mills est le point culminant du chaînon Dominion, à 2 954 mètres d'altitude, dans la chaîne de la Reine-Maud, dans la chaîne Transantarctique. Il est découvert par l'expédition Nimrod (1907-1909) et nommé d'après James Mills (en), de l'Union Steam Ship Company, qui paye, conjointement avec le gouvernement de Nouvelle-Zélande, les frais de remorquage du Nimrod vers l'Antarctique.